# Вилијам Арол
Вилијам Арол (13. фебруар 1839. - 20. фебруар 1913) био је шкотски грађевински инжењер, градитељ мостова и политичар Либералне уније.

## Живот
Вилијам је рођен у насељу Хјустон у Шкотској, а у фабрици памука почео је да ради са само 9 година. Почео је да тренира као ковач са 13 година и наставио је да учи механику и хидраулику у ноћној школи. Године 1863. придружио се компанији произвођача мостова у Глазгову, али до 1872. године основао је сопствено предузеће, железара Далмарнок, на источном крају града. Посао је еволуирао у велики међународни посао грађевинарства.Пројекти које је предузео посао под његовим вођством укључивали су замену за Таи мост (завршен 1887), Форт мост (завршен 1890) и Товер мост (завршен 1894). Такође га је ангажирало бродоградилиште Харланд и Волф, Белфаст, за изградњу великог прозора (познатог као Арол Гантри) за изградњу три нова супер-линијска брода, од којих се један звао РМС Титаник.Арол је био витез 1890. године, а изабран је за либералног унионистичког члана парламента (МП) за Јужну Арсире на општим изборима 1895., служећи у изборној јединици до 1906. Радио је као председник Институције инжењера и бродоградитеља у Шкотској од 1895–97. . Последње године свог живота провео је на свом имању у Сефилд Хусе-у, близу Аир-а, где је и умро 20. фебруара 1913. Сахрањен је у Водсајд Цеметери, Паисли, на северној страни путање главни-исток запад на гребену брдо.

## Наслеђе
У 2013. години је постао члан, као један од четири покретача, Шкотске инжењерске куће славних. Његова слика је такође представљена у новчаници Цлајдсајд Банке £ 5 која је представљена 2015. године.